# محمد تقوي
محمد تقوي (بالفارسية: محمد تقوی) هو لاعب كرة قدم إيراني في مركز الدفاع، ولد في 20 مارس 1967 في ساري في إيران. شارك مع منتخب إيران لكرة القدم. أما مع النوادي، فقد لعب مع نادي استقلال طهران.

## وصلات خارجية
- محمد تقوي على موقع قاعدة بيانات كرة القدم.إي يو (الإنجليزية)
- محمد تقوي على موقع ناشيونال فوتبول تيمز (الإنجليزية)